# Santa Ana (Californie)
Pour les articles homonymes, voir Santa Ana.
Santa Ana (en anglais [ˌsæntə ˈænə]) est le siège et la seconde plus grande ville du comté d'Orange, dans l'État de Californie, aux États-Unis. Elle est située à environ 16 km de l'océan Pacifique et est traversée par le fleuve Santa Ana.
Fondée en 1869 par  William H. Spurgeon sur une terre achetée à la famille Yorba, Santa Ana s'est incorporée en municipalité en 1886 et est devenue siège du comté en 1889.

## Géographie
Selon le Bureau du recensement des États-Unis sa superficie est de 71 km2, 70,6 km2 de terre et 0,7 km2 d'eau, soit 0,95 % du total. 324 528 personnes résident dans la ville, et la densité de population est de 4 594,9 km2. C'est la 55e ville la plus peuplée des États-Unis.

## Démographie
| 1880 | 1890  | 1900  | 1910  | 1920   | 1930   |
| ---- | ----- | ----- | ----- | ------ | ------ |
| 711  | 3 628 | 4 933 | 8 429 | 15 485 | 30 322 |

| 1940   | 1950   | 1960    | 1970    | 1980    | 1990    |
| ------ | ------ | ------- | ------- | ------- | ------- |
| 31 921 | 45 533 | 100 350 | 155 710 | 204 023 | 293 742 |

| 2000    | 2010    | 2020    | - | - | - |
| ------- | ------- | ------- | - | - | - |
| 334 648 | 324 528 | 310 227 | - | - | - |

| Groupe            | Santa Ana | Californie | États-Unis |
| ----------------- | --------- | ---------- | ---------- |
| Blancs            | 45,9      | 57,6       | 72,4       |
| Autres            | 37,2      | 17,0       | 6,2        |
| Asiatiques        | 10,5      | 13,1       | 4,8        |
| Métis             | 3,6       | 4,9        | 2,9        |
| Afro-Américains   | 1,5       | 6,2        | 12,6       |
| Amérindiens       | 1,0       | 1,0        | 0,9        |
| Océaniens         | 0,3       | 0,4        | 0,2        |
| Total             | 100       | 100        | 100        |
|                   |           |            |            |
| Latino-Américains | 78,3      | 37,6       | 16,7       |

Selon l’American Community Survey, pour la période 2011-2015, 71,77 % de la population âgée de plus de 5 ans déclare parler espagnol à la maison, alors que 17,62 % déclare parler l'anglais, 7,15 % le vietnamien, 0,70 % une langue chinoise, 0,63 % le tagalog et 2,14 % une autre langue.
Alors qu'en 1930, les Mexicano-Américains représentaient 12 % de la population de la ville, en 2010 ils en représentent 71 %.

## Jumelages
- Sahuayo (Mexique)

## Personnalités liées à la ville
- Le groupe Enjambre en est originaire